# Yarin Levi
Yarin Levi (in ebraico ירין לוי‎?; Sde Tzvi, 1º agosto 2005) è un calciatore israeliano, centrocampista del Beitar Gerusalemme in prestito dal Maccabi Haifa.

## Carriera

### Club
È cresciuto nel settore giovanile del Maccabi Haifa, con cui ha debuttato il 19 agosto 2023 nell'incontro di Coppa Toto vinto 2-0 contro il Maccabi Petah Tikva.
Il 2 luglio del 2024 è stato ceduto in prestito per una stagione al Beitar Gerusalemme.

### Nazionale
Ha giocato nelle nazionali israeliane Under-17, Under-18 e Under-19. Il 14 marzo 2024 ha ricevuto la prima convocazione da parte della nazionale maggiore in vista del doppio impegno di qualificazione per il Campionato mondiale di calcio 2026 contro Estonia e Norvegia, esordendo nel successo per 1-3 in casa degli estoni.

## Statistiche

### Presenze e reti nei club
Statistiche aggiornate al 14 marzo 2025.
| Stagione        | Squadra            | Campionato      | Campionato | Campionato | Coppe nazionali | Coppe nazionali | Coppe nazionali | Coppe continentali | Coppe continentali | Coppe continentali | Altre coppe | Altre coppe | Altre coppe | Totale | Totale | Totale |
| Stagione        | Squadra            | Comp            | Pres       | Reti       | Comp            | Pres            | Reti            | Comp               | Pres               | Reti               | Comp        | Pres        | Reti        | Pres   | Reti   |        |
| --------------- | ------------------ | --------------- | ---------- | ---------- | --------------- | --------------- | --------------- | ------------------ | ------------------ | ------------------ | ----------- | ----------- | ----------- | ------ | ------ | ------ |
| 2023-2024       | Maccabi Haifa      | LHA             | 0          | 0          | CI+TC           | 0+1             | 0               | UCL+UEL+UECL       | 0                  | 0                  | -           | -           | -           | 1      | 0      |        |
| 2024-2025       | Beitar Gerusalemme | LHA             | 25         | 0          | CI+TC           | 2+5             | 0               | -                  | -                  | -                  | -           | -           | -           | 32     | 0      |        |
| Totale carriera | Totale carriera    | Totale carriera | 25         | 0          |                 | 8               | 0               |                    | 0                  | 0                  |             | -           | -           | 33     | 6      |        |

### Cronologia presenze e reti in nazionale
| Cronologia completa delle presenze e delle reti in nazionale ― Israele | Cronologia completa delle presenze e delle reti in nazionale ― Israele | Cronologia completa delle presenze e delle reti in nazionale ― Israele | Cronologia completa delle presenze e delle reti in nazionale ― Israele | Cronologia completa delle presenze e delle reti in nazionale ― Israele | Cronologia completa delle presenze e delle reti in nazionale ― Israele | Cronologia completa delle presenze e delle reti in nazionale ― Israele | Cronologia completa delle presenze e delle reti in nazionale ― Israele |
| Data                                                                   | Città                                                                  | In casa                                                                | Risultato                                                              | Ospiti                                                                 | Competizione                                                           | Reti                                                                   | Note                                                                   |
| ---------------------------------------------------------------------- | ---------------------------------------------------------------------- | ---------------------------------------------------------------------- | ---------------------------------------------------------------------- | ---------------------------------------------------------------------- | ---------------------------------------------------------------------- | ---------------------------------------------------------------------- | ---------------------------------------------------------------------- |
| 6-6-2025                                                               | Tallinn                                                                | Estonia                                                                | 1 – 3                                                                  | Israele                                                                | Qual. Mondiali 2026                                                    | -                                                                      | 90+1’                                                                  |
| 10-6-2025                                                              | Debrecen                                                               | Israele                                                                | 1 – 0                                                                  | Slovacchia                                                             | Amichevole                                                             | -                                                                      | 66’                                                                    |
| Totale                                                                 |                                                                        | Presenze                                                               | 2                                                                      |                                                                        | Reti                                                                   | 0                                                                      |                                                                        |